# Savo Millini
Savo Millini (Roma, 4 de julho de 1644 - Roma, 10 de fevereiro de 1701) foi um cardeal do século XVIII

## Biografia
Nasceu em Roma em 4 de julho de 1644. De uma das mais importantes famílias da nobreza cívica romana fortemente presente nos gabinetes da cidade e empenhada no exercício das armas ao serviço do papa ou de outros soberanos. Quarto dos quinze filhos de Mario Millini (que serviu vários anos nos exércitos do imperador Fernando II e morreu em 1673, depois de ter sido conservador de Roma cinco vezes entre 1661 e 1671); e Ginevra di Neri Capponi. Os outros filhos foram Porzia (+ 1720, que em 1656 se casou com Giovanni Battista Manfroni, cavaleiro de S.Giacomo, filho de Antonio Manfroni e Ginevra del Palagio); Ersilia: Ortensia; Virgínia; Paolo Antonio (que morreu na Hungria lutando contra os turcos; Giovanni Garzia (cavaleiro da Ordem de Malta, que serviu tanto no exército imperial quanto no papal); Ferdinando; Giovanni Battista (+ 1664 aos 14 anos); Pietro Paolo (que foi colateral-geral da milícia papal); Luca (+ 1709, que era abade); Anna Maria (+ 1713, que se casou com Giulio Giuseppe Nerli, irmão do cardeal Francesco Nerli, iuniore; e mais tarde, quando ele morreu, ela se casou com Lelio Falconieri, irmão do Cardeal Alessandro Falconieri); Alessandra; Giuseppe; e Alessandra (+ 1738, que se casou com Marchis Marcello Muti Papazzurri). Seu primeiro nome também está listado como Savio; e seu sobrenome como Mellini; e como Milino. Tio do cardeal Taddeo Luigi dal Verme (1695). Tio do cardeal Mario Millini (1747). Tio-avô do cardeal Antonio Casali (1770), por parte de mãe. Outros cardeais da família foram Giovanni Battista Mellini (1476); e Giovanni Garzia Millini (1606). Seu tio, Ferdinando Millini, foi bispo de Imola de 1619 a 1644.
Estudou na Universidade La Sapienza , em Roma, onde obteve o doutorado in utroque iure , direito canônico e civil, em 17 de dezembro de 1663. Recebeu o subdiaconato em 17 de março de 1668; e o diaconato em 31 de março de 1668.
Ordenado em 18 de novembro de 1668. Ocupou cargos menores na Cúria Romana durante os pontificados dos papas Alexandre VII e Clemente IX. Relator da SC do Bom Governo, e posteriormente seu secretário no pontificado do Papa Clemente X. Referendário dos Tribunais da Assinatura Apostólica de Justiça e Graça. Nomeado núncio na Espanha em 1º de junho de 1675.
Eleito arcebispo titular de Cesaréia, em 17 de junho de 1675. Consagrado (sem informações encontradas). Assistente do Trono Pontifício, 28 de junho de 1675.
Criado cardeal sacerdote no consistório de 1º de setembro de 1681; recebeu o gorro vermelho e o título de S. Maria del Popolo, em 12 de agosto de 1686. Transferido para a sé de Orvieto, com título pessoal de arcebispo, em 22 de dezembro de 1681. Participou do conclave de 1689, que elegeu o Papa Alexandre VIII. Optou pelo título de S. Pietro in Vincoli, em 12 de dezembro de 1689. Participou do conclave de 1691, que elegeu o Papa Inocêncio XII. Camerlengo do Sacro Colégio dos Cardeais de 10 de março de 1692 até 2 de janeiro de 1693. Transferido para a sé de Sutri e Nepi em 17 de maio de 1694. Participou do conclave de 1700, que elegeu o Papa Clemente XI.
Morreu em Roma em 10 de fevereiro de 1701, às 19 horas, no palácio romano junto à praça Ss. XII Apostoli, onde residia. Exposto na igreja de S. Maria del Popolo, em Roma, onde se realizou o funeral a 12 de fevereiro de 1701; e, à noite, enterrado no túmulo de sua família naquela igreja